# 150118 Petersberg
150118 Petersberg è un asteroide della fascia principale. Scoperto nel 1993, presenta un'orbita caratterizzata da un semiasse maggiore pari a 3,0799082 UA e da un'eccentricità di 0,2981730, inclinata di 3,05641° rispetto all'eclittica.